# Notothylas orbicularis
Notothylas orbicularis là một loài rêu trong họ Notothyladaceae. Loài này được (Schwein.) Sull. mô tả khoa học đầu tiên năm 1846.